# Сладкая полночь
«Сладкая полночь» (англ. The Cake Eaters; другой вариант названия «Поедатели пирожных») — американский фильм, вышедший на экраны в 2007 году.
Теглайн: Life can be as sweet as you make it… («Жизнь будет такой сладкой, какой ты её сделаешь…»)

## Сюжет
История про трёх мужчин, которым по разным причинам приходится справляться с потерей женщин в своих семьях: Изи втягивается в продолжительную интрижку на стороне, Бигл встречается с девушкой-подростком, которая страдает от редкой неврологической болезни под названием «наследственная атаксия Фридрейха», а Гай пытается наладить былые отношения и извиниться за своё отсутствие.
Проживая в сельской Америке, мясник Кимбро держит свою лавку и пытается оправиться от потери жены, Чейси. Долгое время он пытался скрыть свои измены, а в это время его младший сын Бигл заботился о матери. Всё это он совмещал с работой в школьной кафетерии, но больше всего он мечтал рисовать. Старший сын Кимбро, Гай, всё время находился вдали от семьи, пытаясь найти признание в музыкальном мире. За всеми его делами он пропускает похороны матери.
Бигл начинает общаться с неизлечимо больной девушкой по имени Джорджия Камински, которая хочет испытать чувство любви до того, как будет слишком поздно.
По возвращении домой Гай узнаёт, что его школьная любовь Стефани уже нашла нового друга и собирается связать с ним свою будущую жизнь.
Таким образом, семья Кимбро и Камински встают на пути новой жизни, сталкиваясь лицом к лицу со страхами, жизнью, смертью и семьёй.

## В ролях
| Актёр            | Роль                |
| ---------------- | ------------------- |
| Джейс Барток     | Гай Кимбро          |
| Аарон Стэнфорд   | Дуайт «Бигл» Кимбро |
| Кристен Стюарт   | Джорджия Камински   |
| Брюс Дерн        | Изи Кимбро          |
| Элизабет Эшли    | Мардж Камински      |
| Эндрю Джордж мл. | юный Бигл           |
| Талия Болсам     | Вайолет             |